# Severino Lucini
Severino Lucini (Blevio, 21 ottobre 1929 – Guanzate, 25 settembre 2023) è stato un canottiere italiano.

## Biografia
Partecipò al due di coppia nelle prove di canottaggio alle Olimpiadi estive del 1960, senza passare le batterie. Fu il primo atleta della Società Canottieri Lario ad essere convocato alle olimpiadi assieme al suo compagno di remata Cesarino Pestuggia.
Vinse quattro titoli italiani assoluti.